# 九龍巴士67M線
九龍巴士67M線是香港新界的一條巴士路線，來往屯門（兆康苑）及葵芳站。

## 歷史
- 1983年5月16日：本線開辦，配合兆康苑落成。當時只在每日繁忙時間服務，途經大興邨及屯門工業區。
- 1983年11月6日：改經屯門至小欖的一段青山公路，並擴展為全日服務，不再經大興邨及屯門工業區，改經屯門新墟、三聖邨及小欖。
- 1984年9月23日：不經屯門至小欖的一段青山公路，配合開辦52M線（已於2004年2月8日停駛，由61M線取代）。
- 1985年1月13日：本線遷往兆康路近兆泰閣總站。
- 1988年9月25日：配合輕鐵專區法例實施，本線所有屯門區巴士站只准下車。
- 1991年1月3日：由於52M客量持續偏低，因此改為平日繁忙時間服務，本線在平日非繁忙時間及假日全日再次改經屯門至小欖的一段青山公路，結果受到猛烈批評，居民不斷要求本路線不再繞經青山公路。
- 1993年3月1日：52M改回全日服務，本路線亦改回全日行走全段屯門公路，亦因為這次改動，兆康苑開出的頭班車，無法準時到達葵芳地鐵站開出頭班車，因此荔枝角（L）廠加入派車行走本路線。
- 1993年6月1日：輕鐵專區法例取消，本線所有屯門區巴士站可以上落客。
- 1994年5月20日：改經青山公路-嶺南段，不經原有的青山公路。
- 1996年11月26日：本線以非空調巴士及空調巴士混合行走。
- 本線屬主要的地鐵接駁巴士，因此在通用儲值票推出後，有關路線的車隊安裝有關檢票機，以免除經常攜帶大量輔幣乘車，直至八達通出現後才取消通用儲值票的付款安排。
- 2003年8月16日：本線改以全空調行走。
- 2006年1月21日：不經井財街，改經景峰花園外的青山公路-新墟段，試行3個月。但3個月後，本線沒有改回原來的路線。
- 2007年12月2日：配合兩鐵合併，葵芳地鐵站更名為葵芳站。
- 2012年12月26日：本線往葵芳方向加停屯門公路轉乘站，同時加設與60X（往佐敦）、61X（往九龍城）、259D（往油塘）、260X（往紅磡）及263線（往沙田）的轉乘優惠。
- 2015年6月27日：增設到站時間預報。[5]

## 服務時間及班次
| 屯門（兆康苑）開 | 屯門（兆康苑）開 | 屯門（兆康苑）開 | 葵芳站開         | 葵芳站開    | 葵芳站開     |
| 日期             | 服務時間         | 班次（分鐘）     | 日期             | 服務時間    | 班次（分鐘） |
| ---------------- | ---------------- | ---------------- | ---------------- | ----------- | ------------ |
| 星期一至五       | 05:25-06:25      | 12               | 星期一至五       | 06:10       | 06:10        |
| 星期一至五       | 06:25-06:45      | 10               | 星期一至五       | 06:25-07:40 | 12/13        |
| 星期一至五       | 06:45-08:36      | 5-8              | 星期一至五       | 07:40-08:25 | 15           |
| 星期一至五       | 08:36-09:06      | 10               | 星期一至五       | 08:35       | 08:35        |
| 星期一至五       | 09:06-16:18      | 12               | 星期一至五       | 08:45-10:00 | 7/8          |
| 星期一至五       | 16:18-16:28      | 10               | 星期一至五       | 10:00-16:24 | 12           |
| 星期一至五       | 16:28-17:24      | 8                | 星期一至五       | 16:24-17:04 | 10           |
| 星期一至五       | 17:24-18:24      | 12               | 星期一至五       | 17:04-19:08 | 6-8          |
| 星期一至五       | 18:24-18:50      | 13               | 星期一至五       | 19:08-19:48 | 10           |
| 星期一至五       | 18:50-19:20      | 15               | 星期一至五       | 19:48-00:00 | 12           |
| 星期一至五       | 19:20-23:40      | 20               | 星期一至五       | 00:00-00:40 | 20           |
| 星期六           | 05:25-06:25      | 12               | 星期六           | 06:10-06:55 | 15           |
| 星期六           | 06:35            | 06:35            | 星期六           | 06:55-08:55 | 12           |
| 星期六           | 06:45-08:30      | 6-8              | 星期六           | 08:55-09:55 | 10           |
| 星期六           | 08:30-13:30      | 10               | 星期六           | 09:55-12:55 | 12           |
| 星期六           | 13:30-16:30      | 12               | 星期六           | 12:55-13:45 | 10           |
| 星期六           | 16:30-17:51      | 7/8              | 星期六           | 13:45-15:45 | 12           |
| 星期六           | 17:51-18:40      | 12/13            | 星期六           | 15:45-17:25 | 10           |
| 星期六           | 18:40-19:40      | 15               | 星期六           | 17:25-19:00 | 7/8          |
| 星期六           | 19:40-23:40      | 20               | 星期六           | 19:00-20:00 | 10           |
|                  |                  |                  | 星期六           | 20:00-22:00 | 12           |
| 22:00-23:00      | 10               |                  | 星期六           |             |              |
| 23:12            |                  |                  | 星期六           |             |              |
| 23:25-00:40      | 15               |                  | 星期六           |             |              |
| 星期日及公眾假期 | 05:25-08:40      | 15               | 星期日及公眾假期 | 06:10-08:10 | 20           |
| 星期日及公眾假期 | 08:40-08:54      | 14               | 星期日及公眾假期 | 08:10-09:40 | 15           |
| 星期日及公眾假期 | 08:54-17:42      | 12               | 星期日及公眾假期 | 09:40-09:54 | 14           |
| 星期日及公眾假期 | 17:42-17:55      | 13               | 星期日及公眾假期 | 09:54-18:30 | 12           |
| 星期日及公眾假期 | 17:55-20:40      | 15               | 星期日及公眾假期 | 18:30-19:00 | 10           |
| 星期日及公眾假期 | 20:40-23:40      | 20               | 星期日及公眾假期 | 19:00-23:00 | 12           |
|                  |                  |                  | 星期日及公眾假期 | 23:00-00:00 | 15           |
| 00:00-00:40      | 20               |                  | 星期日及公眾假期 |             |              |

## 收費
全程：$10.8
- 兆康苑往屯門官立中學或之前：$5.1
- 荃景圍天橋往葵芳站：$5.8
- 眾安街往兆康苑：$10.4
- 屯門公路轉車站往兆康苑：$9.6
- 屯門官立中學往兆康苑：$5.1

| - 本線設有12歲以下小童及65歲或以上長者半價優惠。 - 65歲或以上香港居民使用「樂悠咭」，以及12歲以下合資格殘疾兒童使用「殘疾人士身份」個人八達通繳付車資，均可享有每程$2.0或半價（以較低者為準）的票價優惠；12至64歲合資格殘疾人士使用「殘疾人士身份」個人八達通（包括「樂悠咭」），以及60至64歲香港居民使用「樂悠咭」繳付車資，均可享有每程$2.0或全費（以較低者為準）的票價優惠。 - 65歲或以上長者如使用長者或一般個人八達通繳付車資，則只可享有半價優惠；12至64歲合資格殘疾人士如不使用「殘疾人士身份」個人八達通，以及60至64歲人士如不使用「樂悠咭」繳付車資，必須繳付全費。 - 乘客可以現金或八達通於上車時付款，不設找續。 - 每位成人乘客可免費攜帶最多兩名4歲以下而不佔座位的兒童乘客乘車，超額之4歲以下小童必須繳付小童車費乘車。 - 持有「九巴月票」之乘客在車票有效期內，每日可享最多10程任何九龍巴士及龍運巴士路線（包括本路線，以及聯營路線的九龍巴士／龍運巴士提供的班次；惟乘搭機場「A」及「NA」線則可享原價二七折優惠（不會計算每天10次合資格車程））；而B1線則每日可享最多各2程（不會計算每天10次合資格車程）。 - 九龍巴士、城巴、龍運巴士及陽光巴士全職員工及家屬（不包括外判職員）可免費乘搭本路線，惟必須拍職員或職員家屬八達通。 - 乘客亦可透過多元化電子支付系統（e度嘟）繳付車資，包括使用非接觸式VISA卡、JCB卡、萬事達卡、銀聯卡、美國運通、大來國際、Discover Card、Apple Pay、Google Pay、Samsung Pay、AlipayHK「易乘碼」、支付寶、WeChatHK／微信支付「搭車碼」、銀聯雲閃付「乘車碼」及BOC Pay「乘車碼」。乘客使用此付款方式，使用此支付方式的乘客可享有中途下車之分段收費，以及與其他九巴／龍運獨營路線或聯營線九巴／龍運班次之轉乘優惠，惟不適用於與非九巴／龍運路線之轉乘優惠，亦不能享有「公共交通費用補貼計劃」及「長者及合資格殘疾人士公共交通票價優惠計劃」。 - 帶粗體字者為雙向分段收費，乘客必須使用八達通（九巴月票除外）上車拍卡繳費，並於下車前後於指定巴士站裝設拍卡機確認八達通，方可享有分段收費優惠。 |

### 八達通轉乘優惠
乘客登上本線後150分鐘內以同一張八達通卡轉乘以下路線，或從以下路線登車後150分鐘內以同一張八達通卡轉乘本線或58P線，次程可獲$4.2車資折扣優惠：
67M←→荃灣／葵青區路線
- 67M往葵芳 → 31往石籬、32M往象山、36往梨木樹、235往安蔭或238M往海濱花園
- 31往荃灣西站、32M往葵芳站、36往荃灣西站、235往荃灣或238M往荃灣站 → 67M往兆康

67M←→城門隧道路線
- 67M往葵芳 → 40X、43X/P、46X/P、47X、48X、49X、73X或278X/278P往沙田／大埔／北區
- 40X、43X/P、46X/P、47X、48X、49X、73X或278X/P往荃灣／葵青／美孚 → 67M往兆康

## 使用車輛
本線開辦初期，主要是採用利蘭勝利二型巴士行駛，之後數年改為主要以MCW行駛，亦有少數利蘭奧林比安巴士行駛本線。Neoplan Centroliner (AP) 在2001年初才引入。
2021年7月18日，適逢九龍巴士P960線開辦，本線於屯門一方總站的地理位置極之接近P960的兆康站總站；故此，同月九巴安排了全新上層設55座普通紅巴座椅的富豪B8L上牌本線及67X線，以方便車務調動。本安排已因應新一批富豪B8L 12.8米客車版抵港而取消。
一年後，即2022年7月17日，九龍巴士67A線開辦，九巴旋即將部分本線及鄰線67X的上層55座V6B調往67A線。但因67A線本身不設任何掛牌車，故此所有用車均由本線抽調。
2022年10月3日，九巴屯門車廠調派唯一一部配冷王Thermo King空調裝置的亞歷山大丹尼士Enviro 500 MMC 12.8米樣板車（E6X90 / WX7364）至本線行走，惟此安排只維持一星期就結束。
2022年11月23日，九巴荔枝角車廠調派一部富豪B9TL樣板車（AVBW15 / MG470）至本線行走。
現時本線使用18輛亞歷山大丹尼士Enviro 500 MMC 12米（ATENU）及15輛富豪B8L（13輛12米V6B、2輛12.8米V6X）雙層空調巴士，均屬屯門車廠及荔枝角車廠。
| 車隊編號  | 車牌   |               |
| --------- | ------ | ------------- |
| ATENU1034 | UC5696 |               |
| ATENU1052 | UD589  |               |
| ATENU1061 | UD5396 |               |
| ATENU1068 | UD6152 |               |
| ATENU1074 | UD4917 |               |
| ATENU1076 | UD5901 |               |
| ATENU1077 | UD6026 |               |
| ATENU1079 | UD6503 |               |
| ATENU1155 | UH8490 |               |
| ATENU1193 | UK9075 |               |
| ATENU1328 | VG4730 |               |
| ATENU1396 | VK8230 |               |
| ATENU1406 | VK9600 |               |
| 3ATENU183 | VP6249 |               |
| V6B6      | WA9522 |               |
| V6B51     | WD7323 |               |
| V6B115    | WK4722 |               |
| V6B160    | XB5351 | 荔枝角車廠(L) |
| V6B175    | XE1416 | 荔枝角車廠(L) |
| V6B190    | XL2138 |               |
| V6B191    | XL4038 |               |
| V6B192    | XL3154 |               |
| V6B96     | XL3239 |               |
| V6B198    | XL6027 |               |
| V6X23     | XA3334 |               |
| V6X60     | XE2133 |               |
| V6X89     | XG7951 |               |
| V6X92     | XG7986 |               |

## 行車路線

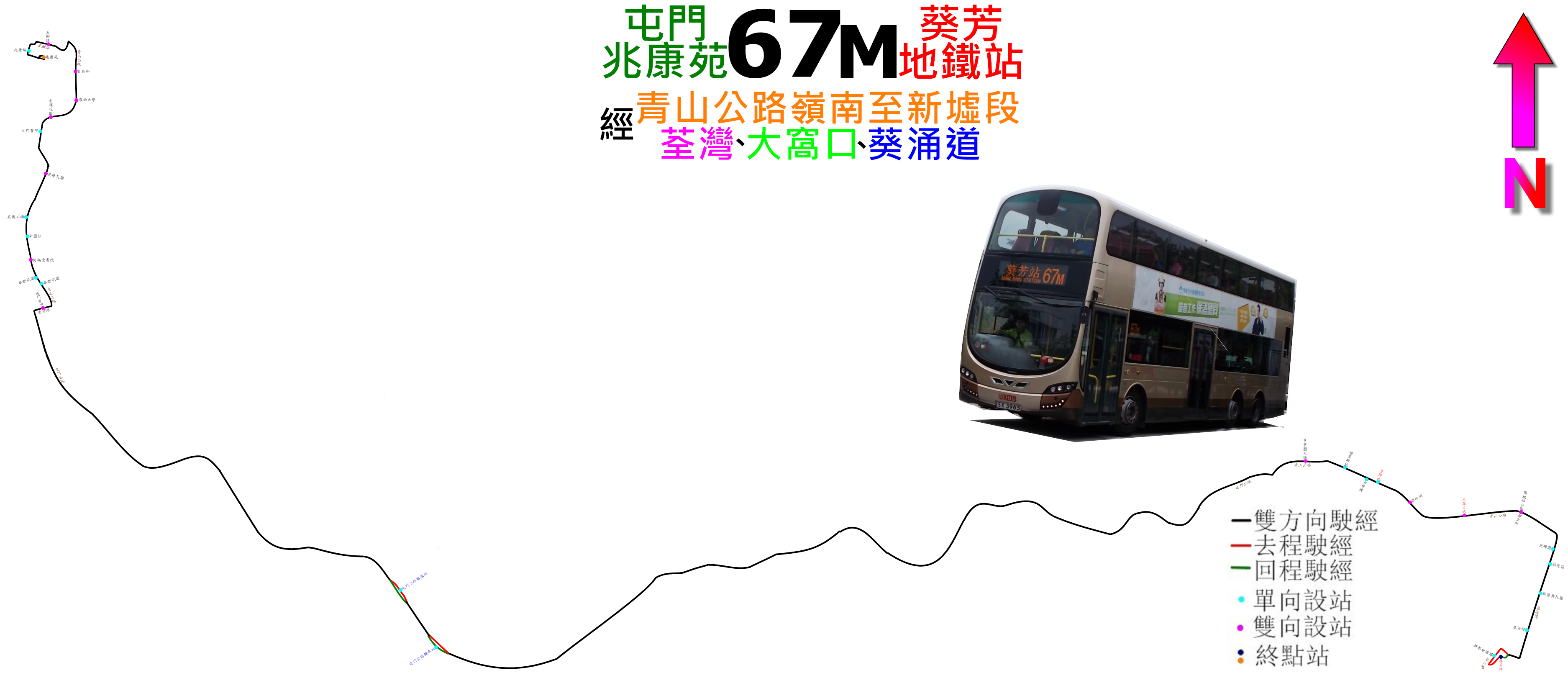
此線的走線圖

屯門（兆康苑）開經：兆康路、青麟路、藍地交匯處、青山公路（嶺南段、新墟段、青山灣段）、屯興路、屯門公路、屯門公路巴士轉乘站、屯門公路、青山公路（荃灣段、葵涌段）、昌榮路迴旋處、葵涌道、葵富路、葵仁路及葵義路。
葵芳站開經：葵義路、葵富路、葵涌道、青山公路（葵涌段、荃灣段）、屯門公路、屯門公路巴士轉乘站、屯門公路、屯興路、青山公路（青山灣段、新墟段、嶺南段）、藍地交匯處、青麟路及兆康路。
具體停站請參考資訊框

## 客量
在大欖隧道通車前，屯門市區居民除乘坐本線外，亦可乘坐68M及69M線前往荃灣或葵涌市區，結果使本線於1994到1996年間步入黑暗時期。
1998年大欖隧道通車後，68M及69M線不再途經屯門，因此大部分屯門市區居民改乘本線前往，客量開始有回升跡象；而本線亦吸納嶺南大學學生、叠茵庭、聚康山莊、倚嶺南庭和富泰邨居民使用，雖然港鐵西鐵綫已經通車，但乘搭西鐵綫（今屯馬綫）需要多重轉車，因此本線顯得直接方便，使用率依然有所增加。
此外，自兆康苑總站對面的欣田邨落成入伙和新墟現正興建新鴻基地産景秀里項目，本路線客量再度上升。本線是屯門區客量較高的巴士路線之一，客量僅次於同樣來往葵涌的58M線。

## 外部連結
- 九巴67M線官方網站路線資料 （页面存档备份，存于）
- 九巴67M線－i-busnet.com （页面存档备份，存于）
- 香港巴士大典上的相关条目：九巴67M線